# بيتينا هورفات
بيتينا هورفات - باشتور (بالمجرية: Horváth-Pásztor Bettina)‏ (من مواليد 1 ديسمبر 1992) هي حارس مرمى كرة يد مجرية.
في عام 2012 ، شاركت في بطولة العالم للسيدات للناشئين لعام 2012 في جمهورية التشيك .
ظهرت لأول مرة في المنتخب الوطني في 30 مايو 2018 ضد كوسوفو.

## الإنجازات
- البطولة الوطنية المجرية للسيدات :
  - الفائز : 2011
- كأس المجر لكرة اليد للسيدات :
  - الفائز : 2011
- دوري أبطال أوروبا لكرة اليد للسيدات :
  - الدور قبل النهائي : 2011

## روابط خارجية
- بيتينا هورفات على موقع الاتحاد الأوروبي لكرة اليد (الإنجليزية)
- Bettina Pásztor الإحصاءات المهنية في Worldhandball